# 소년 코나의 모험
소년 코나의 모험은 닛폰 애니메이션이 제작한 TV 애니메이션 시리즈이다. 스티븐 코스그로브의 소설 세렌디피티를 바탕으로 한다. 1983년 7월 1일부터 1983년 12월 23일까지 NTV에서 총 26화로 방영되었다.
대한민국에서는 1986년 5월 6일부터 1986년 8월 19일까지 MBC에서 방영되었다.

## 이야기
코나라는 소년은 남대양을 탐사하던 부모와 사고를 당했으며, 큰 분홍색 알을 들고 남대양의 외딴 퓨어섬으로 표류한다. 

## 등장인물
- 세렌디피티 - 오카모토 마리
- 코나 - 노무라 미치코
- 피라 피라 - 미츠야 유지
- 아카나츠 - 츠카세 노리코
- 돌프 - 토미야마 케이
- 로라 공주 - 나시와 유리
- 스마지 대장 - 토미타 코세이

## 방영목록
제1화 분홍공룡의 탄생
제2화 퓨어섬의 여왕
제3화 칩입자
제4화 태양의 친구들
제5화 펠라펠라의 탈출소동(전편)
제6화 펠라펠라의 탈출소동(후편)
제7화 코나의 소원
제8화 심술쟁이 스메치 선장
제9화 퓨어섬의 카인과 아벨
제10화 나미의 사랑이야기
제11화 위기일발
제12화 환상을 꿈꾸는 마을(전편)
제13화 환상을 꿈꾸는 마을(후편)
제14화 보석과 야자열매
제15화 푸어섬의 결혼회의
제16화 욕심쟁이 스메치 선장
제17화 인어공주의 눈물
제18화 여의사 민터의 비밀
제19화 바다밑 요트의 전설
제20화 남족바다의 세레나데
제21화 미인제판
제22화 하늘의 산호초(전편)
제23화 하늘의 산호초(후편)
제24화 이상한 재판
제25화 위험한 순간
제26화 스메차에게 사랑을
제27화 용서받지 못한 스메치
제28화 퓨어섬이여 영원하라(최종회)